# تشريح

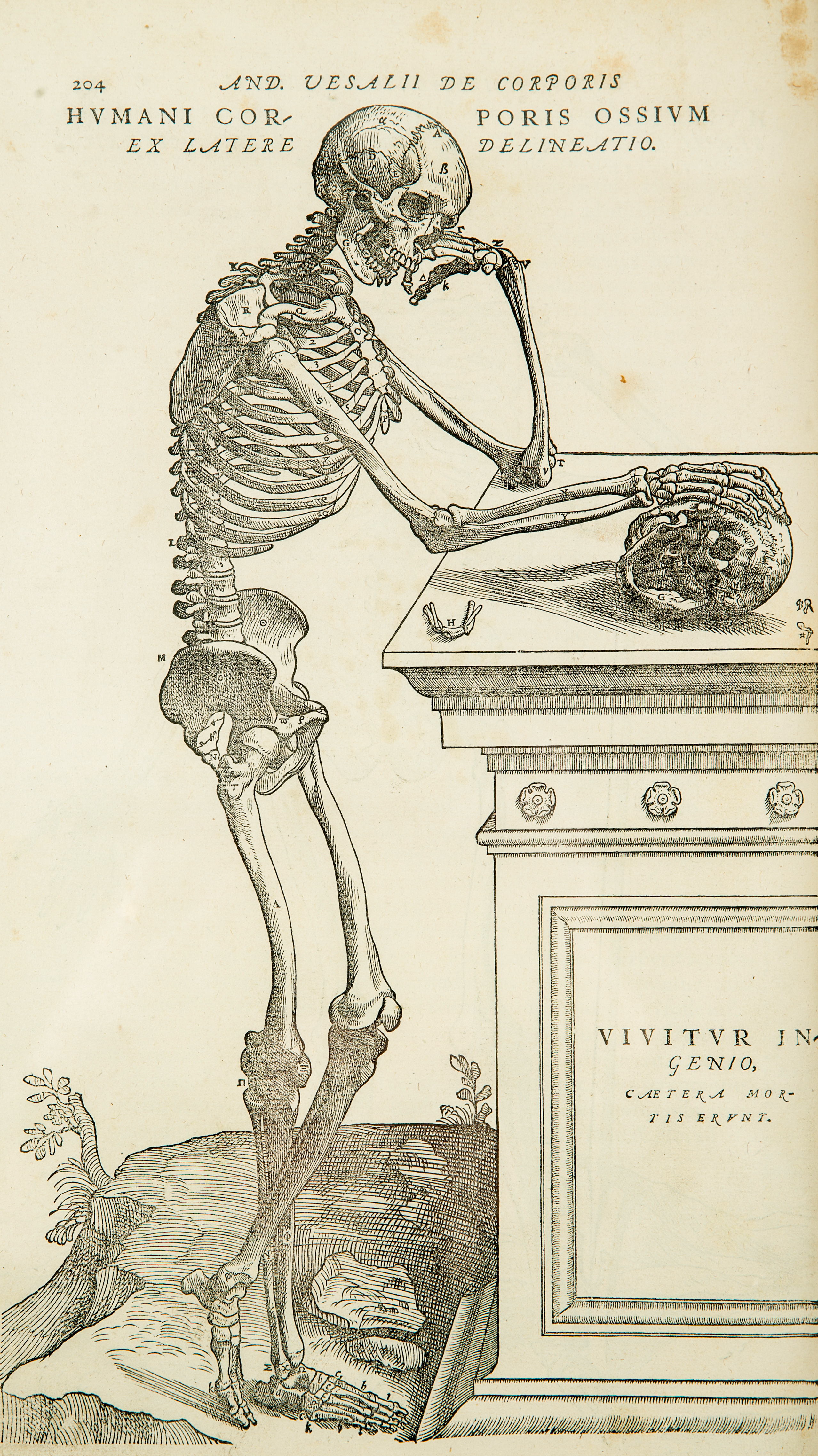
واحدة من الصور التوضيحية الكبيرة لأندرياس فيزاليوس

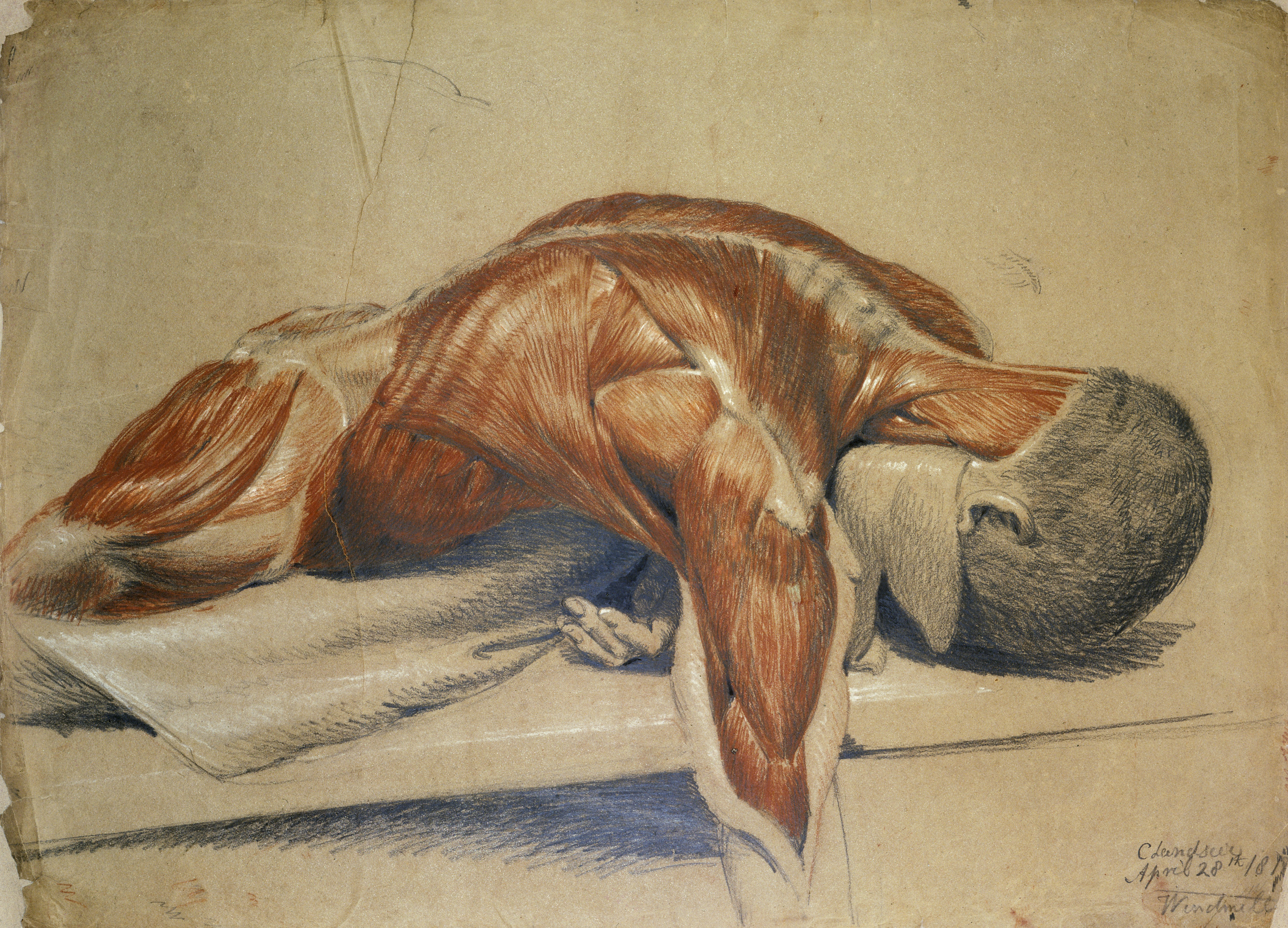
جُثَّة مُشرَّحة، معروضة بشكل مستلقٍ على طاولة، وهي إحدى اللوحات التشريحية التي عرضها الرسام الإنجليزي تشارلز لاندسر في القرن التاسع عشر.

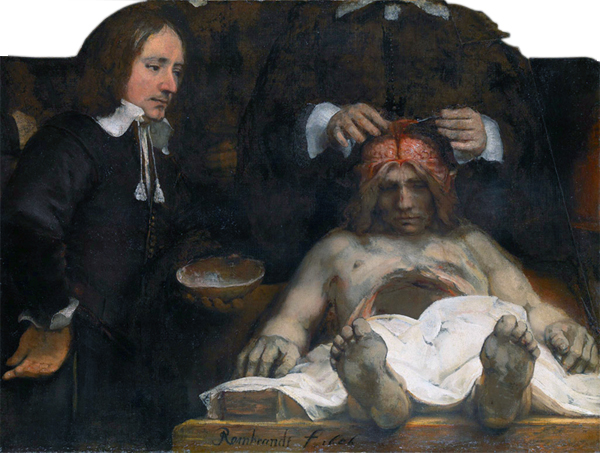
درس التشريح للدكتور ديجمان بريشة رامبرانت ، لوحة جماعية تُظهر تشريح الدماغ للدكتور جان ديجمان. متحف أمستردام.

التَّشريح هو أحد فروع علم الأحياء، يُعنى بدراسة شكل وبنية الكائنات الحية وكذا أجزائها (أعضاء، أنسجة). يرتبط علم التشريح بطبيعته بعلم الأجنة، والتشريح المُقَارَن، وعلم الأحياء التطوُّري، لأنه من خلال العمليات التي تَدرُسُها هذه العلوم، ينشأ التشريح في إطار زمني فوري (علم الأجنة)، وعلى المدى الطويل (التطور). يُعتبر علم التشريح البشري بأحد العلوم الطبية الأساسية.[مبهم] ينقسم التشريح إلى تشريح عياني ومجهري. يُعنى علم التشريح العياني بفحص أجزاء جسم الحيوان باستخدام البصر. يتضمن التشريح العياني فرع التشريح السطحي. بينما يتضمّن التشريح المجهري استخدام أدوات بصريّة في دراسة أنسجة البُنى المختلفة، ويُعرف كذلك باسم علم الأنسجة، ويتضمن أيضاً دراسة الخلايا.
اتّسم التشريح بالفهم التدريجي لوظائف أعضاء وبُنى الجسم البشري. وقد حسّنت الطرق في دراسة التشريح بشكل كبير، بدءاً من فحص الحيوانات، عبر تشريح جثثها وجِيَفِها، حتى وصلت لاستخدام تقنيات التصوير الطبية في القرن العشرين، بما في ذلك الأشعة السينية، والموجات فوق الصوتية، والتصوير بالرنين المغناطيسي. شَكَّل علما التشريح ووظائف الأعضاء زوجاً من العلوم التي تدرَّس غالباً معاً في اختصاصات عديدة، حيث يُدرِّس هذان العلمان بنية الجسم ووظائفه على التوالي.

## التعريف

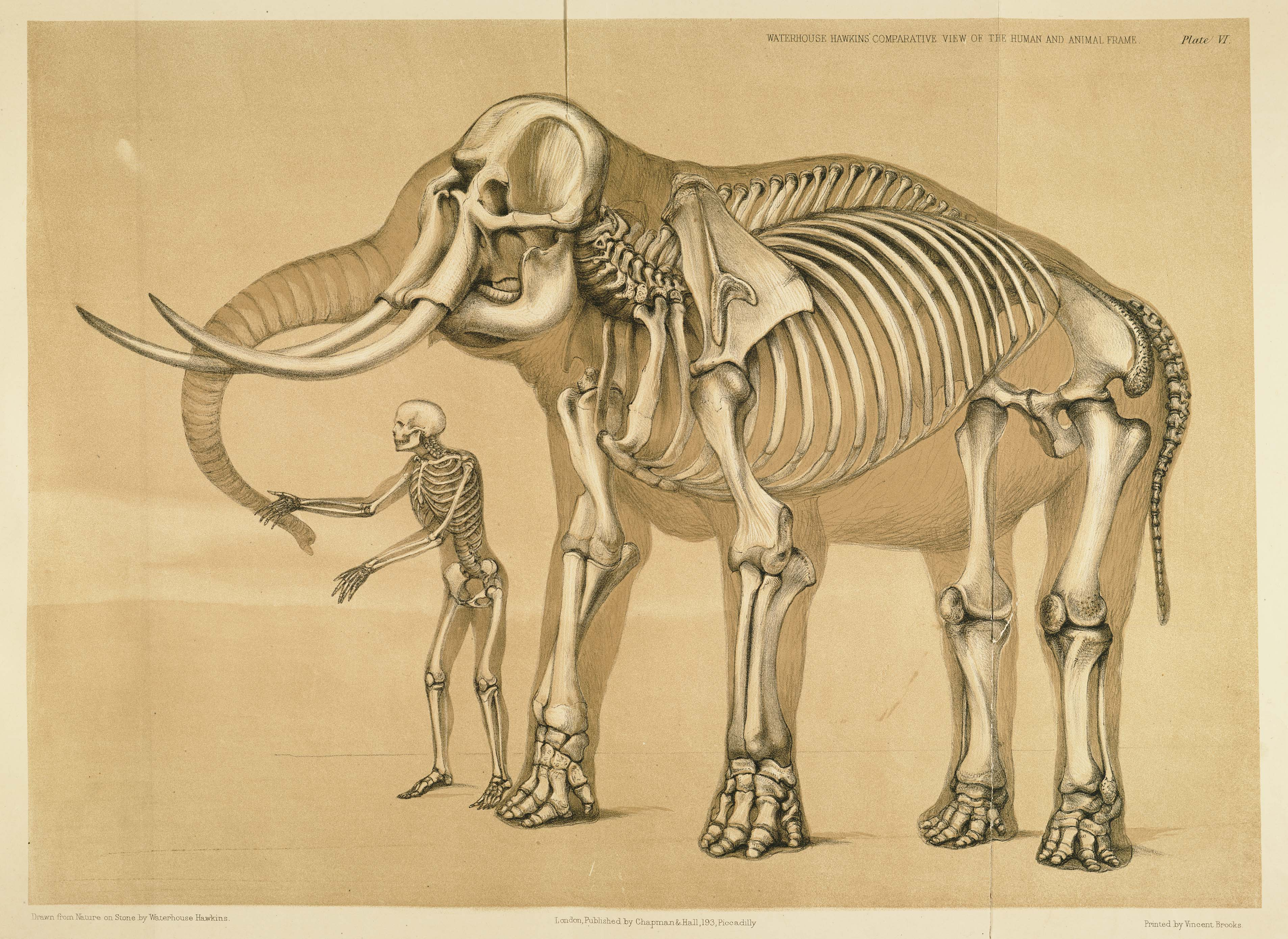
هيكل الإنسان مقارنَةً بهيكل الفيل، بينجامين واترهاوس هاوكينز، 1860

التشريح هو الدراسة العلمية لبنية الكائنات الحية، بما في ذلك الأجهزة والأعضاء والأنسجة. تشمل هذه الدراسة مظهر ووضعية الأجزاء المختلفة، والمواد التي تتألف منها هذه الأجزاء، ومواقعها وعلاقاتها مع بعضها. علم التشريح منفصلٌ بشكل واضح عن علم وظائف الأعضاء والكيمياء الحيوية، حيث تتعامل هذه العلوم مع وظائف تلك الأجزاء والعمليات الكيميائية التي تجري. على سبيل المثال، يهتم المُشرِّح بشكل، وحجم، وتوضُّع، وبنية، والتروية الدموية، وتعصيب الكبد، بينما يهتم عالم وظائف الأعضاء (الفيزيولوجي) في عملية إنتاج الصفراء، ودور الكبد في التغذية، وتنظيم وظائف الجسم.
يمكن تقسيم التشريح إلى عدد من الفروع، منها التشريح العياني والمجهري. التشريح العياني هو دراسة البنى التي يكون حجمها كبيراً بما يكفي رؤيتها بالعين المجرّدة، يتضمّن التشريح العياني فرع التشريح السطحي، وهو دراسة ملامح الجسم الخارجية. بينما يُعنى التشريح المجهري بدراسة البنى على المستوى المجهري، بما في ذلك الأنسجة (علم الأنسجة)، ودراسة أعضاء الكائن الحي في حالتها غير الناضجة (علم الأجنة).
يُمكن أن يُدرس التشريح بوسائل خارجية أو غير خارجية بهدف الحصول على معلومات حول بنية وتنظيم الأعضاء والأجهزة. تتضمن الأساليب المستخدمة التشريح وهو فتح الجسم ودراسة أعضاءه، وتتضمن أيضاً التنظير حيث يتم إدخال أداة مزوّدة بكاميرا فيديو عبر شق صغير في جدار الجسم حيث يُستخدم هذا الأسلوب لاستكشاف الأعضاء وغيرها من الهياكل. كذلك أسلوب تصوير الأوعية الدموية باستخدام الأشعة السينية، أو تصوير الأوعية بالرنين المغناطيسي هي أساليب مستخدمة لتصوير الأوعية الدموية.
عادة ما يُقصد بمصطلح «التشريح» تشريح الجسم البشري. على أيّ حال، فإن الكثير من البنى والأنسجة مشتركة في مملكة الحيوان، وتشمل هذه الإشارة في مصطلح «التشريح»، تشريح باقي الحيوانات. كما أن مصطلح «علم تشريح الحيوان» يستخدم عادةً للإشارة للحيوانات على وجه الخصوص. بينما تكون بنى وأنسجة النباتات متشابهة على نحو كبير وتُدرس في علم تشريح النبات.

## الأنسجة الحيوانية

رسم لمكونات الخلية الحيوانية، وهي مزوّدة بسوط.

تحتوي المملكة الحيوانية على الكائنات متعددة الخلايا، وهي كائنات غيريّة التغذية وقادرة على الحركة (على الرغم من كون بعضها قد اعتمدت على أسلوب الحياة المتحركة بشكل ثانوي). معظم الحيوانات لديها أجسام تتكون من أنسجة منفصلة. لدى هذه الكائنات حجرة داخلية للهضم، مزوّدة بفتحة أو فتحتين، كذلك يتم إنتاج الأمشاج في الأعضاء التناسلية متعددة الخلايا، وتتضمن البيضة الملقّحة مرحلة الأرومة في التطوّر الجنيني. لا تشتمل المملكة الحيوانية على الإسفنجيات، على الرغم من امتلاكه خلايا عديدة إلا أنها غير متمايزة.
على عكس الخلايا النباتية، لا تمتلك الخلايا الحيوانية جداراً خلويّاً، وكذلك لا تشتمل على صانعات خضراء. كذلك فإن الفجوات العصارية في حال وجودها، تكون في الخلية الحيوانية أكثر عدداً وأصغر حجماً من نظيرتها الموجودة في الخلايا النباتية. تتكون أنسجة الجسم من أنماط عديدة من الخلايا، بما في ذلك تلك الموجودة في الجلد، والعضلات، والأعصاب. كل خلية تمتلك غشاءً خلوياً يتكوّن من شحميات فوسفورية (فوسفوليبيدات)، وتمتلك أيضاً سيتوبلاسما (هيولى خلوية) ونواة. تُشتق كل الخلايا في الحيوان من الطبقات الإنتاشية الجنينية. تُدعى اللافقاريات الأبسط التي تتشكّل من طبقتين إنتاشيتين هما الأديم الظاهر والأديم الباطن بالكائنات مزدوجة الطبقة الإنتاشية، أما الحيوانات الأكثر تقدّماً والتي تتكوّن أعضاؤها وبناها من ثلاث طبقات إنتاشية، فتدعى بـثلاثية الأرومات. تُشتقّ جميع أنسجة وأعضاء الحيوانات ثلاثية الأرومات من الطبقات الإنتاشية الثلاث للجنين، وهي الأديم الظاهر، والأديم المتوسط، والأديم الباطن. تُصنّف الأنسجة الحيوانية في أربع مجموعات رئيسية هي: النسيج الضام، والظهاري، والعضلي، والعصبي.

غضروف زجاجي بصبغة الهيماتوكسيلين والآيوزين

### النسيج الضام
الأنسجة الضّامة ليفيّة، وهي تتكوّن من خلايا متناثرة في مادة لا عضويّة تدعى المطرق خارج الخلوي أو المصفوفة خارج الخلوية. يمنح النسيج الضام الشكل للأجهزة. يُصنّف النسيج الضام إلى أنواع رئيسية هي النسيج الضام الرخو، والنسيج الضام الليفي، والنسيج الدهني، والغضاريف، والعظام. يحتوي المطرق خارج الخلوي على بروتينات، ويعتبر الكولاجين البروتين الرئيسي والأكثر وفرةً في المطرق خارج الخلوي. يلعب الكولاجين دوراً رئيسياً هاما في تنظيم الأنسجة والحفاظ عليها. يمكن تعديل المطرق خارج الخلوي ليُشكِّل هيكل عظمي لدعم وحماية الجسم. يكون الهيكل الخارجي للجسم سميكاً، يحوي بشرة صلبة يزيدها صلابة إما التمعدن كما هو الحال في القشريات، أو عبر ربط بروتينات لها كما هو الحال في الحشرات. أما الهيكل الداخلي يتوضّع داخلياً ويوجد في جميع الحيوانات المتقدّمة، وكذلك في العديد من الكائنات الأقل تطوراً.

### النسيج الظهاري

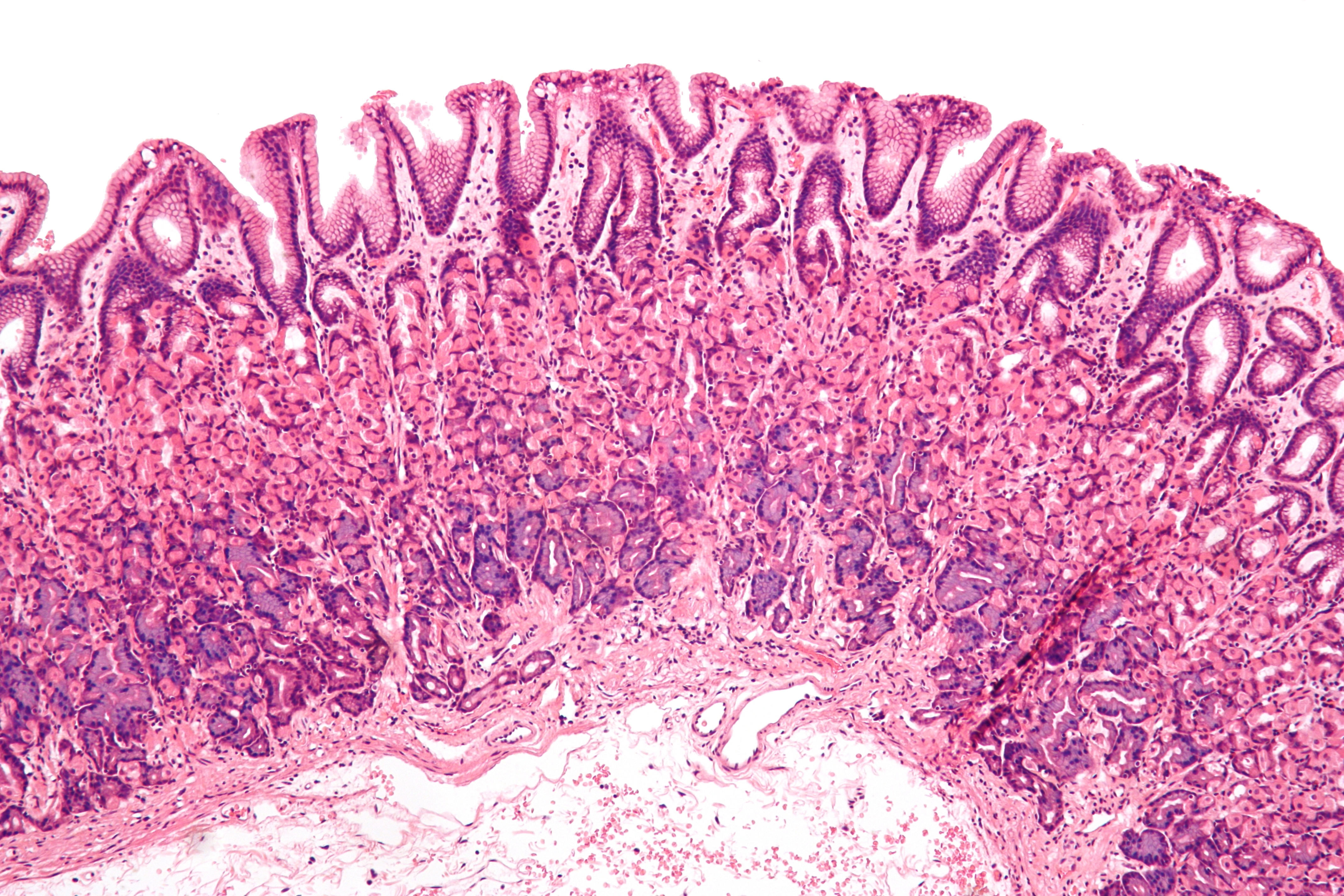
مخاطية المعدة مصبوغة بصبغة الهيماتوكسيلين والآيوزين.

يتكوّن النسيج الظهاري من خلايا معبئة، ترتبط بشكل وثيق ببعضها البعض بواسطة جزيئات معينة بين الخلايا، ورغم هذا تظل هناك مسافة ضئيلة بين الخلايا. يمكن للخلايا الظهارية أن تكون مسطّحة، أو مكعّبة، أو عمودية، وترتكز بقية الخلايا على الصفيحة القاعدية، التي تمثّل الطبقة العليا من الغشاء القاعدي، بينما تكون الطبقة السفلية من الغشاء القاعدي شبكية ومرتكزة على النسيج الضام في المطرق خارج الخلوي المُفرز من قِبل الخلايا الظهارية. هناك أنواع مختلفة من الخلايا الظهارية، وهي معدّلة لتُناسِب وظائف معينة. في الجهاز التنفسي يوجد نوع من الظهارة المهدّبة المبطنة للجهاز. في الأمعاء الدقيقة هناك زغيبات على البطانة الظهارية. في الأمعاء الغليظة زغابات معويّة. يشتمل الجلد في طبقته الخارجية على ظهارة مسطحة مطبّقة كيراتينية تغطي السطح الخارجي لجسم الفقاريات. تشكّل الخلايا الكيراتينية قرابة 95% من الخلايا في الجلد. تفرز الخلايا الظهارية على السطح الخارجي للجسم مطرقاً خارج خلوي لتشكيل البشرة، أما في الحيوانات البسيطة تكون على شكل معطف من البروتينات السكّرية. في الحيوانات الأكثر تقدّماً، العديد من الغدد تتشكّل من خلايا ظهارية.

### النسيج العضلي

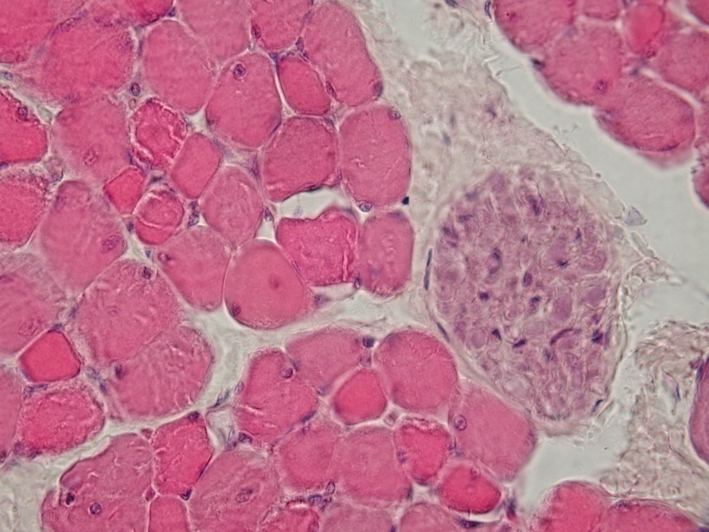
مقطع عرضي في عضلة هيكلية وعصب، بصبغة الهيماتوكسيلين والآيوزين

تشكّل الخلايا العضلية النسيج القلوص النشط في الجسم. تتضمن وظائف النسيج العضلي إنتاج القوّة التي تسبب الحركة، إما على مستوى الجسم أو على مستوى الأعضاء الداخلية. تتشكل العضلة من خيوط قلوصة دقيقة ومنفصلة إلى ثلاثة أنواع رئيسية هي: العضلية الملساء، والعضلية الهيكلية، والعضلية القلبية. لا تبدي الألياف العضلية الملساء أيَّة تخططات عند الفحص المجهري، تتقلّص ببطء، ولكن يستمر التقلص لمدة أطول، توجد تتقلص العضلات الهيكلية بسرعة ولكن بامتداد محدود، وتوجد في حركة الذيل والفك. العضلة المخططة بشكل مائل تتواسط بين النوعين السابقين. ويتواجد هذا النوع مثلاً في ديدان الأرض القادرة على التمدد ببطء أو الانكماش بسرعة. في الحيوانات الأرقى تكون العضلات المخططة بشكل حزم مرتبطة إلى عظام لتدعم حركتها. توجد العضلات الملساء في جدران الرحم، والمثانة، والأمعاء، والمعدة، والمريء، والطرق التنفسيّة، والأوعية الدمويّة. بينما ينحصر وجود الألياف العضلية القلبية في القلب فقط، حيث يسمح تقلص هذه الألياف للقلب بضخ الدم إلى سائر أنحاء الجسم.

### النسيج العصبي
يتكوّن النسيج العصبي من خلايا عصبية عديدة تُعرف باسم العصبونات، وهي تقوم بنقل المعلومات في الجسم. في بعض الحيوانات البحرية الشعاعية المتناظرة بطيئة الحركة كالctenophores والمجوّفات (التي تتضمن قنديل البحر)، في هذه الحيوانات تشكّل الأعصاب شبكة عصبية، ولكن في معظم الحيوانات تنتظم الأعصاب بشكل طولي في حزم. في الحيوانات البسيطة، يؤدي تنبيه خلية عصبية مستقبلة في جدار الجسم إلى ردة فعل محلية تجاه المنبه. أمّا في أكثر الحيوانات تعقيداً، فإن الخلايا الحسية المستقبلة المتخصصة كالمستقبلات الكيميائية والضوئية تتجمّع وتقوم بإرسال الرسائل على طول الشبكات العصبية إلى أجزاء أخرى من الكائن. يمكن أن تكون الخلايا العصبية متصلة في العُقد. في الحيوانات العليا، تكون المستقبلات المتخصصة أساساً لحواس، وهناك جهاز عصبي مركزي (دماغ ونخاع شوكي) وجهاز عصبي محيطي. يتكون الجهاز العصبي المحيطي من أعصاب حسية تنقل المعلومات من الحواس، وأعصاب حركية تؤثر على أعضاء مستهدفة معينة. ينقسم الجهاز العصبي المحيطي إلى جهاز عصبي جسدي ينقل الإحساس ويسيطر على العضلات الإرادية، وجهاز عصبي ذاتي وهو يتحكم بالعضلات الملساء بشكل لا إرادي ويتحكم ببعض الغدد والأعضاء الداخلية، بما في ذلك المعدة.

## تشريح الفقاريات

جمجمة فأرة

تمتلك جميع الفقاريات نموذج أساسي للجسم، وفي مرحلة معينة خلال الحياة، معظمها في الحياة الجنينية، تشترك في هذه المرحلة الفقاريات في خصائص حبليّة رئيسيّة، مثل الحبل الظهري وهو قضيب متشنج، وكذلك تشترك في الأنبوب العصبي وهو أنبوب ظهري مجوّف من المادة العصبية، والأقواس البلعومية، ووجود ذيل وراء الشرج. تتم حماية الحبل الشوكي بالعمود الفقري، ويقع الحبل الشوكي فوق الحبل الظهري، أما الصفيحة المعيدية فتكون أسفل الحبل الظهري والعمود الفقري. يُشتق النسيج العصبي من الأديم الظاهر، أما الأنسجة الضامة من الأديم المتوسط، أما القناة الهضمية من الأديم الباطن. يظهر في النهاية الخلفية ذيل، يعتبر استمراراً الحبل الشوكي والفقرات ولكن ليس للقناة الهضمية. يوجد الفم في النهاية الأمامية للحيوان، أما فتحة الشرج فعند قاعدة الذيل. إنما يميّز الفقاريات عن غيرها هو العمود الفقري، المتشكل من تطور سلاسل مجزّأة من الفقرات. في معظم الفقاريات يتحول الحبل الظهري إلى النواة اللُّبيّة للأقراص الفقرية. على أي حال فإن عدداً قليلاً من الفقاريات، كسمك الحفش وشوكيات الجوف تحتفظ بالحبل الظهري حتى سن البلوغ. تتميّز الفقاريات الفكيّة بزوائد مقترنة أو زعانف أو ساقين، قد تفقد بشكل ثانوي. تعتبر الأطراف في الفقاريات متماثلة، بسبب توريث البنية الهيكلية العظمية الأساسي من سلفها المشترك. وهي إحدى الحجج التي طرحها تشارلز داروين لدعم نظريته في التطور.

### تشريح السمكة

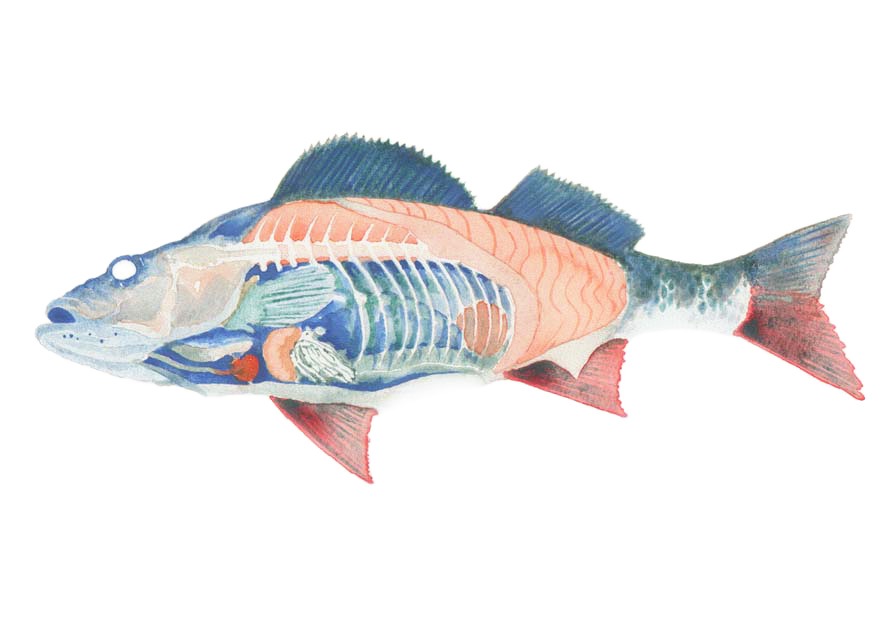
مخطط مستعرض يظهر أهم أعضاء السمكة.

ينقسم جسم السمكة إلى رأس وجذع وذيل، على الرغم من أن هذا التقسيم ليست دائماً واضحة خارجياً. الهيكل، والذي يشكل البنية الداعمة داخل السمكة، إما غضروفي كما في الأسماك الغضروفية، أو يتكون من العظام كما في الأسماك العظمية. يشكل العمود الفقري العنصر الهيكلي الرئيسي، وهو يتألف من فقرات خفيفة الوزن وقوية. ترتكز الأضلاع على العمود الفقري، ولا يوجد هناك أطراف أو زنارات طرفية. الميّزات الخارجية الرئيسية في الأسماك هي الزعانف وهي تتكون من أشواك عظمية أو أشواك لينة تدعى بزعانف الشعاعية ليس لها اتصال مباشر مع العمود الفقري، باستثناء الزعانف الذيلية. تدعم العضلات الفقرات، وتشكل العضلات الجزء الرئيسي من الجذع. يمتلك القلب حجرتين، ويضخّ الدم عبر السطوح التنفسية على الخياشيم ومحيط الجسم في دورة دموية واحدة. تتكيّف العينان للرؤية تحت الماء. هناك أذن داخلية دون وجود أذن خارجية أو وسطى. يتم الكشف لدى الأسماك عن الاهتزازات منخفضة التواتر عبر نظام الخط الجانبي لأعضاء الحواس التي تمتد على طول جانبي الأسماك، وتستجيب هذه الأعضاء للحركات التي تحدث بقربها وللتغيرات في ضغط الماء.
تعتبر أسماك القرش والشفنينيات أسماك أساسية ما تزال تشتمل على الخصائص التشريحية البدائية التي تشابه الميزات التي تواجدت في الأسماك القديمة، بما في ذلك الهياكل المكونة من غضاريف. تميل أجسامهم لأن تكون مسطحة ظهرياً وبطنياً، وعادةً ما تمتلك خمسة أزواج من الشقوق الخيشومية وفم كبير في قاعدة الرأس. تُغطى الأدمة بحراشف منفصلة. تمتلك هذه الأسماك مذرقاً تنفتح عليه الممرات البولية والتناسلية، لكنها لا تمتلك مثانة سباحة. تنتج الأسماك الغضروفية عدداً قليلاً من بيوضٍ محية كبيرة. بعض الأنواع تتكاثر بالبيوض وتتطور الصغار داخلياً، بينما أخرى تبيض وتنمو اليرقات خارجياً ولكن داخل البيضة.
تظهر سلالة الأسماك العظمية صفات تشريحية أكثر اشتقاقية، حيث تظهر هذه الصفات مع تغيرات تطورية كبيرة تخضع لها خصائص الأسماك القديمة. تمتلك الأسماك العظمية هيكلاً عظمياً، وتتسطح عموماً في مستوى أفقي، وتمتلك خمسة أزواج من الخياشيم التي يحميها غطاء خيشومي، وتمتلك فماً عند قمة الخطم أو بالقرب منه. يُغطى الجلد بجداول متداخلة. تمتلك الأسماك العظمية مثانة سباحة، مما يساعدها على الحفاظ على عمق ثابت تحت الماء، ولكنها لا تمتلك مذرقاً. تفرز الأسماك العظمية عدداً كبيراً من البيوض الصغيرة قليلة المح.

### تشريح البرمائيات

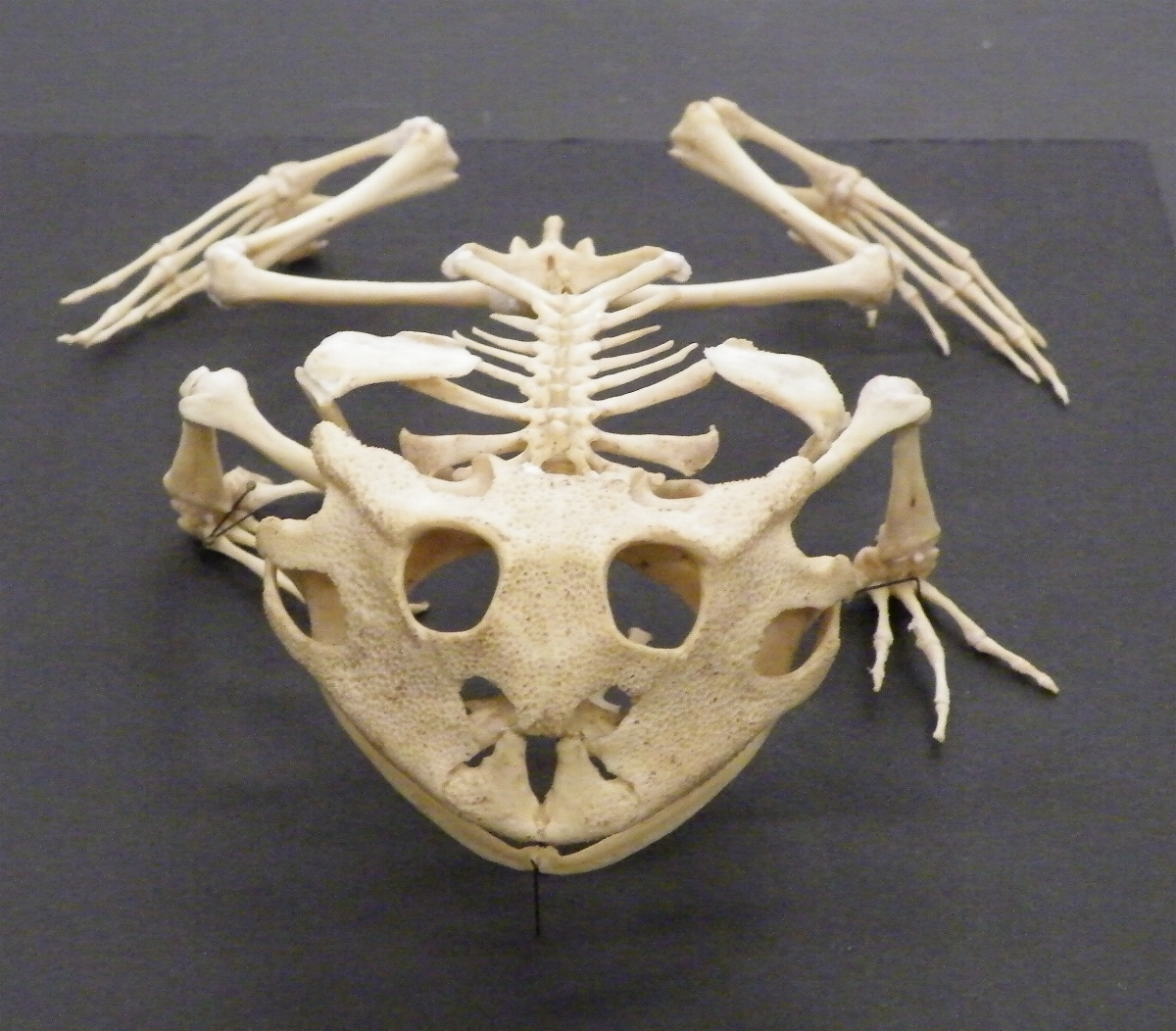
الهيكل العظمي لضفدع سورينام ذوالقرون

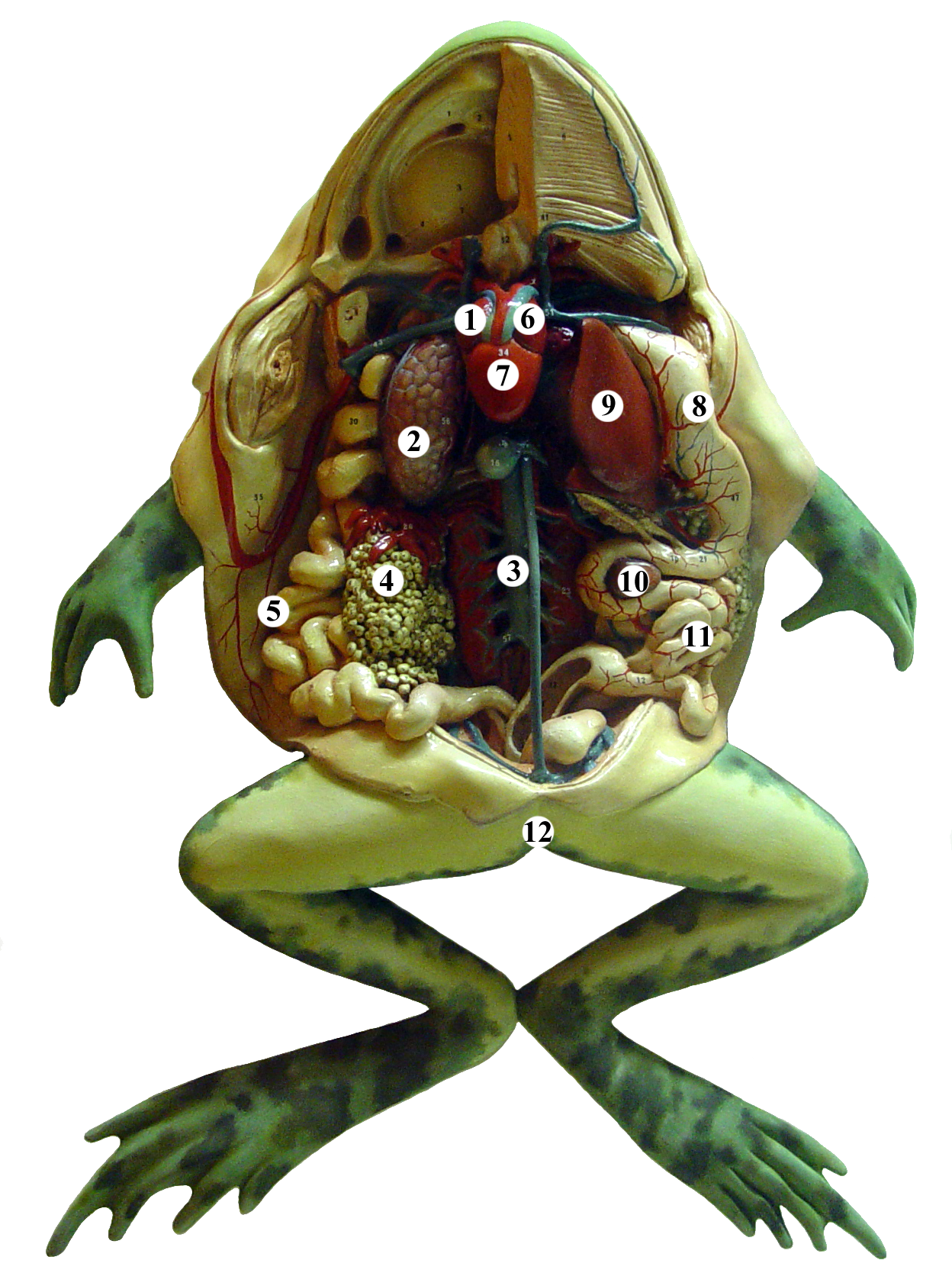
نموذج بلاستيكي لضفدع

البرمائيات هي طائفة من الحيوانات، تضمّ الضفادع والسلمندر والثعابنية. تصنّف البرمائيات كرباعيات أرجل، باستثناء الثعبانية وعدد قليل من أنواع السلمندر إما عديمة الأطراف، أو أن أطرافهم صغيرة الحجم. عظامهم الرئيسية جوفاء وخفيفة الوزن ومتعظمة تماماً، الفقرات متشابكة مع بعضها وتمتلك نواتئ مفصلية. أما الأضلاع فقصيرة عادةً ويمكن أن تلتحم بالفقرات. جماجمهم واسعة وقصيرة، وغالباً ما تتعظم بشكل غير مكتمل. يحتوي الجلد على القليل من الكيراتين وهو يفتقر إلى الحراشف، ويحتوي الجلد على العديد من الغدد المخاطية، وفي بعض الأنواع، غدد سامة. تحتوي قلوب البرمائيات على ثلاث حجرات، هي أذينين وبطين واحد. تمتلك البرمائيات مثانة بولية وتُطرح الفضلات النيتروجينية في المقام الأول على شكل يوريا. تتنفس البرمائيات عن طريق ضخّ الشدق، وهو عمل مضخة يتم من خلالها سحب الهواء عبر فتحتي الأنف إلى المنطقة الشدقية البلعومية. تُغلق هذه المنطقة فيما بعد ويُجبر الهواء على الدخول إلى الرئتين عبر انقباض الحلق تُستكمل هذه العملية عبر تبادل الغازات من خلال الجلد، ويجب أن يبقى الجلد رطباً.

### تشريح الزواحف

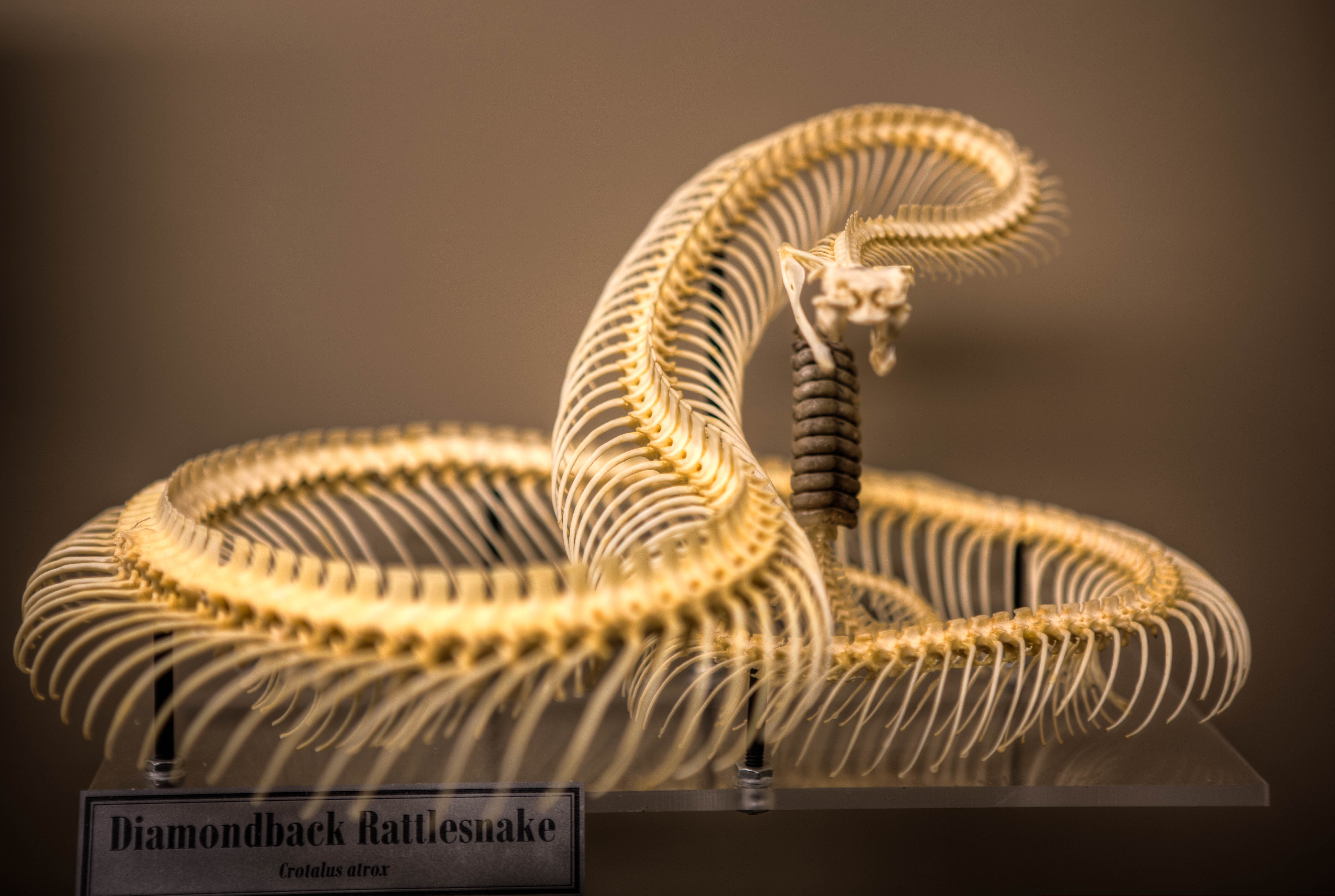
هيكل أفعى الجرس ذات الظهر الماسي.

تضم طائفة الزواحف كلاً من السلاحف والطُراطرة (التُوتارا) والسحالي والثعابين والتماسيح. وتنتمي الزواحف إلى رباعيات الأطراف، باستثناء الثعابين وبعض أنواع السحالي فهي إما عديمة الأطراف أو ضامرة الأطراف. تكون عظام الزواحف أكثر تعظماً وهياكلها أكثر قوة من البرمائيات، أما أسنانها فتكون مخروطية الشكل ومتناظرة حجماً. خلايا ظهارتها السطحية تشكل حراشف متقرنة تخلق طبقة مقاومة للماء، والزواحف غير قادرة على استخدام جلدها للتنفس كما تفعل البرمائيات، وإنما تمتلك جهازاً تنفسياً أكثر فعالية يقوم بتوجيه الهواء إلى رئتيها ويوسّع جوف الصدر لديها. يشابه القلب عند الزواحف القلب عند البرمائيات، إلا أن القلب عند الزواحف يحتوي على حاجزٍ يفصل مجريي الدم المؤكسج عن غير المؤكسج. أما الجهاز التناسلي فقد تطور ليصبح قادراً على الإخصاب الداخلي، على الرغم من وجود جهاز تزاوج عند معظم الأنواع. تُحاط البيوض بغشاء سلوي يمنع البيوض من الجفاف أو السقوط على الأرض، أوتتطور داخلياً في بعض الأنواع. تكون المثانة صغيرة وهي تفرز الفضلات النيتروجينية كحمض البول.
تُعرف السلاحف بدرعها الواقي، حيث تمتلك السلاحف جذعاً غير مرن مغطى بدرع، يتكون من جزء محدب ظهري ومسطح بطني. يتكون هذا الدرع بدءاً من صفائح عظمية مطمورة في الأدمة وهي تتركب من صفائح متقرنة تنصهر جزئياً مع الأضلاع والعمود الفقري. تكون الرقبة عند السلاحف طويلة ومرنة وتكون السلحفاة قادرة على إدخال رأسها والأرجل داخل الدرع. السلاحف تكون نباتية وبدلاً عن أسنان الزواحف التقليدية، تمتلك السلاحف صفيحات متقرنة حادة. في الأنواع المائية من السلاحف تظهر زعانف بدلاً من الأطراف الأمامية.
تمتلك التوتارا مظهر السحالي خارجياً، على الرغم من أن الأنسال تباعدت في العصر الثلاثي أو الترياسي. لا توجد أنواع حية حالياً باستثناء Sphenodonpunctatus. تشتمل الجمجمة على فتحتين على كل جانب، ويرتبط الفك السفلي بالجمجمة بواسطة رباط جامد. يشتمل الفك السفلي على صف واحد من الأسنان بينما يشتمل الفك العلوي على صفين من الأسنان، ويتناسب كلا الصفان مع بعضهما أثناء المضغ. والأسنان عند هذه الحيوانات هي عبارة عن إسقاطات من المادة العظمية للفك. الدماغ والقلب بدائية أكثر من تلك الموجودة في الزواحف الأخرى، والرئتين تمتلك حجرة واحدة وهي عديمة القصبات الهوائية. وهي تمتلك أعيناً جدارية على جبينها.
تمتلك السحالي ثقبة في كل جانب من الجمجمة فقط، وقد فقدت الجزء السفلي من العظام تحت الثقبة، وهذا يسبب ارتباطاً أضعف للفك مما يسمح بفتح الفم على نطاق أوسع. معظم السحالي رباعيات أطراف، ويُرفع الجذع عن الأرض بواسطة أرجل قصيرة، ولكن توجد بعض الأنواع عديمة الأطراف، وهذه الأنواع تشابه الثعابين. تمتلك السحالي جفون تستطيع تحريكها، وتمتلك السحالي طبلة أذن، وفي بعض الأنواع تمتلك السحالي عيناً جدارية مركزية.
ترتبط الثعابين ارتباطاً وثيقاً بالسحالي، حيث انحدرتا كلاهما من سلف مشترك، وتفرعتا من نسل واحد أثناء العصر الطباشيري، وتشترك كلاهما في العديد من الخصائص المتماثلة. يتكون الهيكل من جمجمة وعظم لامي وعمود فقري وأضلاع على الرغم من أن أنواعاً قليلة تحتفظ بأثرة من الحوض وقرب الأطرف على شكل أظفار حوضية. تفقد الثعابين كذلك الشريط تحت الثقبة، وفكها يمتلك مرونة عالية مما يسمح للثعبان بابتلاع الفريسة كاملةً. لا تمتلك الثعابين جفوناً متحركة، وتُغطى العيون صفائح شفافة. لا تمتلك الثعابين طبلة أذن، ولكنها قادرة على الكشف عن الاهتزازات الأرضية عبر عظام الجمجمة. تستخدم الثعابين ألسنتها كأعضاء تذوق وبعض أنواع الثعابين تمتلك حفراً حسيّةً على رؤوسها تمكِنُها من تحديد فريستها ذات الدم الحار.
تُعتبر التماسيح زواحف مائية كبيرة، وتمتلك التماسيح أعدادً كبيرةً من الأسنان. على مستوى القلب، تمتلك التماسيح أربعة أجواف قلبية تفصل بشكل كامل الدم المؤكسج عن غير المؤكسج. تتوضع فتحتا الأنف والأذنين والعيون فوق قمة الرأس المسطح، كي تبقى هذه البنى فوق سطح المياه عندما يطفو التمساح.

### تشريح الطيور

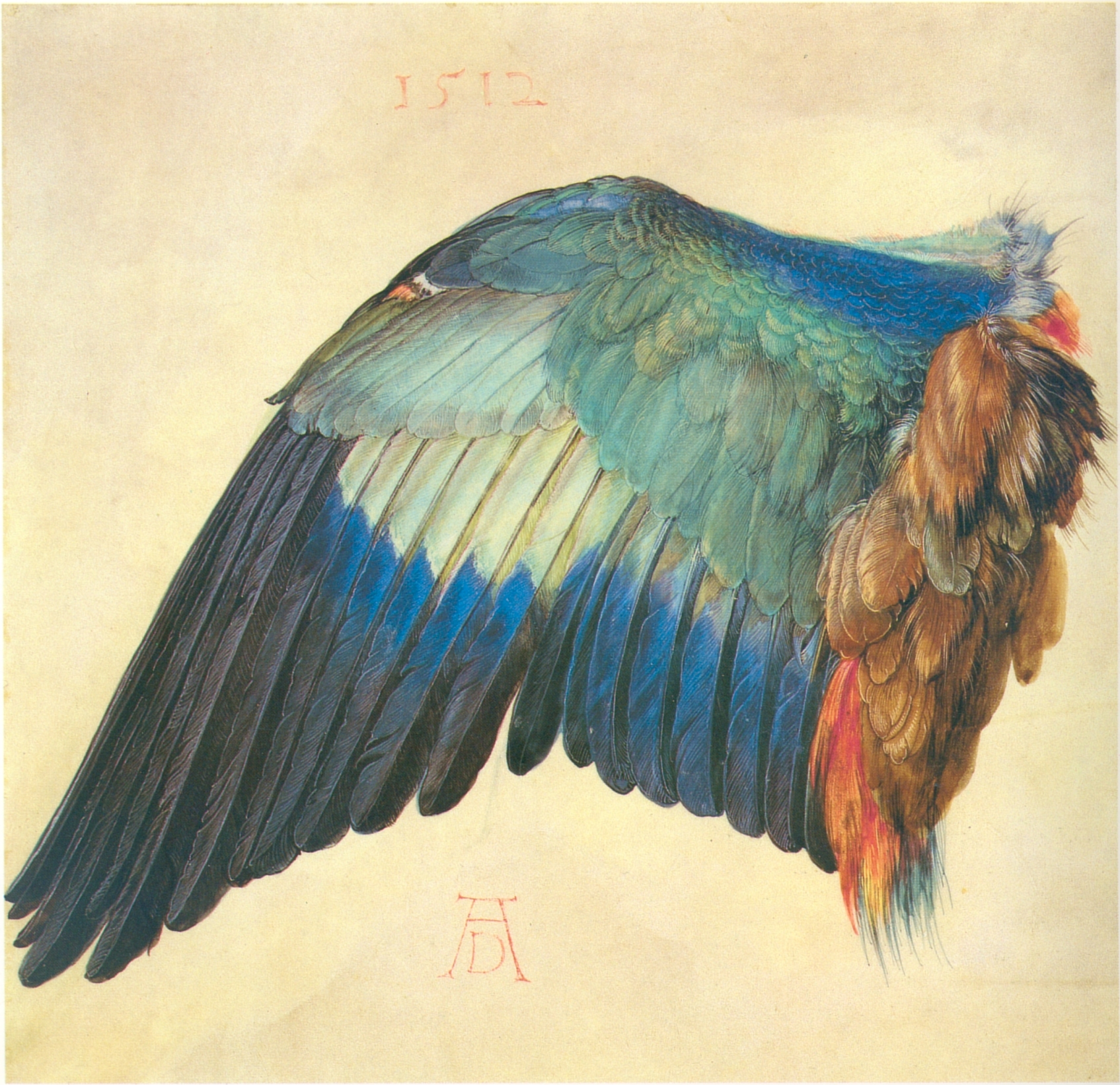
جزء من جناح. ألبرت دورير، c. 1500–1512

تُعتبر الطيور من رباعيات الأرجل، وتستخدم الطيور أطرافها الخلفية للمشي أو القفز، بينما تكون أطرافها الأمامية الغطاة بالريش ومتكيفة للطيران. الطيور ماصّة للحرارة، وتمتلك معدل استقلاب (أيض) عالي، ولديها جهاز هيكلي خفيف وعضلات قوية. تكون العظام الطويلة رقية ومجوفة وخفيفة جداً. تتوضع لدى الطيور في مركز بعض العظام كيس هوائي تمتد من الرئتين. لا تمتلك الطيور أسناناً، ويتكيّف الفكّان الضيقان ضمن منقار مغطى بقرن. تمتلك الطيور عيوناً كبيرة نسبياً، وخاصةً في الطيور الليلة كالبوم.
ينمو الريش من البشرة، ويتواجد الريش ضمن خطوط محددة. تتواجد ريشات الطيران الكبيرة على الأجنحة والذيل، بينما يتواجد ريش محيطي يغطي سطح جسم الطائر. يتواجد في جسم الطائر غدة جلدية وحيدة هي غدة الأوربيجال، وهي موجودة قرب قاعدة الذيل، حيث تنتج هذه الغدة ذات إفراز زيتي يجعل الريش صاداً للماء. توجد صفائح على الأرجل والأقدام ومخالب على رؤوس أصابع القدمين.

### تشريح الثدييات
تمثل الثدييات طيفاً واسعاً من الحيوانات، معظمها أرضية وبعضها مائية. معظم الثدييات تمتلك أربعة أطراف، ولكن بعض الثدييات المائية عديمة الأطراف أوعدّلت أطرافها إلى زعانف بينما الخفافيش قد عدّلت أطرافها إلى أجنحة. تتواجد الأرجل عند معظم الثدييات تحت الجذع. عظام الثدييات متعظمة جيداً، وتتغلف أسنانها بطبقة من المينا الموشورية، وعادةً تتمايز أسنان الثدييات. تتبدل أسنان الثدييات (الأسنان اللبنية) مرةً واحدة خلال حياة الكائن، أولا تتبدل إطلاقاً كما هو الحال عند الحيتان. تمتلك الثدييات ثلاث عظام في الأذن الوسطى، وقوقعةً في الأذن الداخلية. تمتلك الثدييات شعراً يغطيها، ويحتوي جلدها على غدد عرقية تفرز العرق، ويتخصص بعض هذه الغدد في إنتاج الحليب لإطعام صغارها. تتنفس الثدييات باستخدام رئتيها، وتمتلك حاجزاً عضلياً يفصل جوف الصدر عن جوف البطن، وهذا يساعدها على توجيه الهواء إلى الرئتين. ويحتوي القلب عند الثديات على أربع حجرات، ويبقى الدم المؤكسج مفصولاً تماماً عن غير المؤكسج. يتم طرح الفضلات النيتروجينية بشكل أساسي على شكل يوريا.
معظم الثديات ولودة، وتمتلك معظم الثديات مشيمة، تعطي الجنين النامي التغذية من خلالها، لكن في الجرابيات، تكون المرحلة الجنينية قصيرة جداً، وتولد الصغار غير ناضجةٍ، وتجد هذه الصغار طريقها إلى جراب الأم وتكمل تطورها، معتمدة على إحدى حلمات الأم.

#### تشريح الإنسان

تقنية تشريحية حديثة، تظهر مقاطع سهمية للرأس كما تُرى في التصوير بالرنين المغناطيسي

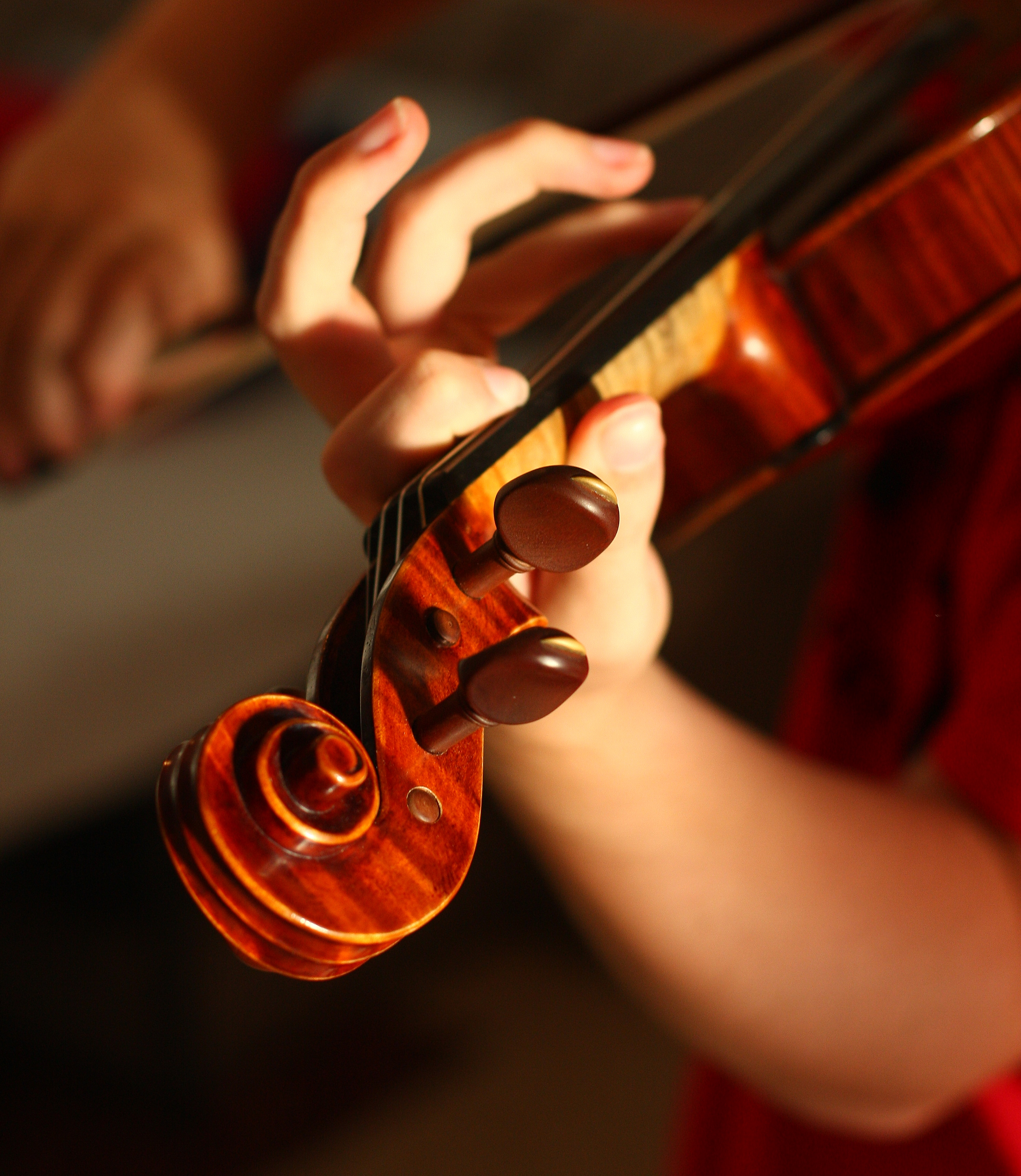
من المحتمل أن يكون تطور مهارة حركات اليد عند الإنسان قد تطوَّرت مع زيادة الحجم الدماغ.

يمتلك البشر نموذج جسم الثديات ذاته. لدى البشر رأس وعنق وجذع (يتضمن الصدر والبطن) وذراعات ويدان ورجلان وقدمان.
عموماً، يدرس طلاب العلوم الحيوية والمسعفون وأخصائيو التعويض والمقّومون والمعالجون الفيزيائيون والمعالجون المهنيون والممرضات وطلاب الطب التشريح العياني والمجهري من نماذج وهياكل وصور تشريحية وكتب مرجعية في التشريح، كما يتعلم طلاب الطب التشريح العياني من خلال ممارسته تشريح الجثث ومعاينتها. دراسة التشريح المجهري (علم الأنسجة) تتم أيضاً عبر فحص المحضّرات النسيجية (أو الشرائح) تحت المجهر.
تُعتبر علوم التشريح والفيزيولوجيا (علم وظائف الأعضاء) والكيمياء الحيوية علوم طبية أساسية، تُدرس في كليات الطب في السنوات الأولى. يمكن تعليم التشريح مناطقياً (ناحيّاً) وهو دراسة التشريح بحسب مناطق الجسم كالرأس والصدر أو دراسة التشريح جهازياً وهو دراسة أجهزة محددة في الجسم كالجهاز العصبي أو التنفسي. يعتبر كتاب تشريح جراي أكثر كتب التشريح شهرةً، وكان الكتاب يعرض مادته العلمية جهازياً، وقد تم تحويل طريقة العرض إلى العرض المناطقي أو الناحي تماشياً مع طرق التدريس الحديثة. تعتبر معرفة التشريح مطلوبة عند الأطباء المعالجين ولا سيّما الجرّاحين والأطباء العاملين في مجالات التشخيص كأخصائيي التشريح المرضي والأشعّة.
يعمل المشرحون الأكاديميون عادةً في الجامعات والمدارس الطبية أو المستشفيات التعليمية، ويقومون عادةً بتعليم التشريح والقيام بأبحاث حول أجهزة أو أعضاء أو أنسجة أو خلاياً محددة.

## تشريح اللافقاريات

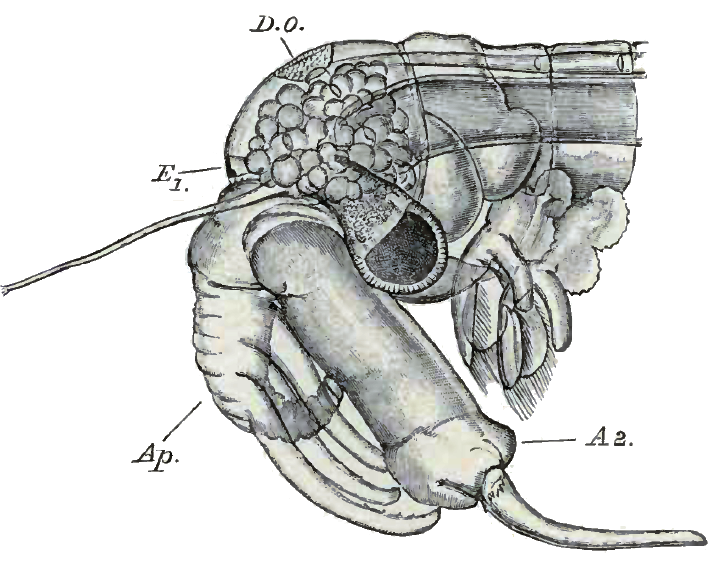
رأس لذكر برغوث الماء

تشكل اللافقاريات مجموعة واسعة من الكائنات الحية بدءاً من وحيدات الخلايا حقيقيات النوى كالباراميسيوم انتهاءاً بمتعددات الخلايا المعقدة كالأخطبوط وجراد البحر واليعسوب. وتشكّل اللافقاريات حوالي 95% من الأنواع الحيوانية. وتعريفاً، لا تشتمل بنية هذه الكائنات على عمود فقري. لخلايا الأوالي وحيدات الخلية البنية نفسها التي تمتلكها الحيوانات عديدة الخلايا، ولكن بعض الأجزاء تتخصص في ما يعادل الأنسجة والأعضاء. يتم توفير الحركة بأهداب أوسوط أوقد تتحرك بأرجل كاذبة، ويمكنها جمع الطعام بالبلعمة، وقد يتم توفير احتياجاتها من الطاقة عبر التركيب الضوئي، ويمكن دعم الخلية بهيكل داخلي أوخارجي. وتستطيع بعض الأوالي تشكيل مستعمرات عديدة الخلايا.
تكون التوالي عديدة الخلايا، حبث تمتلك مجموعة مختلفة من الخلايا والتي تمتلك وظائف مختلفة. الأنسجة الرئيسية في التوالي هي الظهارة والنسيج الضام، وكلاهما يظهر في جميع اللافقاريات تقريباً. عادةً ما يتكون السطح الخارجي للبشرة من خلايا ظهارية، وهي تفرز مادةً خارج خلوية توفر الدعم للكائن الحي. يوجد هيكل داخلي مشتق من الأديم المتوسط في شوكيات الجلد والإسفنجيات وبعض رأسيات الأرجل، بينما يُشتق الهيكل الخارجي من الظهارة السطحية ويتكون من الكيتين في المفصليات (الحشرات والعناكب والقراد والروبيان وجراد البحر) تتشكل دروع الرخويات وعضديات الأرجل وبعض عديدات الأشعار أنبوبية الشكل من كربونات الكالسيوم، بينما تتشكل الهياكل الخارجية لبعض الدياتومات المجهرية والشعوعيات من ثنائي أوكسيد السيليكون (السيليكا). بعض اللافقاريات الأخرى قد لا تمتلك هياكل صلب، ولكن بشرتها تفرز مجموعة متنوعة من مفرزات سطحية. قد تشتمل الطبقة الظهارية على خلايا من أنماط متعددة تتضمن خلايا حسية وخلايا غدية وخلايا لاسعة. قد يكون هناك أيضاً نتوءات كالزغيبات أوالأهداب أوالشعيرات أوالأشواك أوالحديبات.
اكتشف مارسيلومالبيكي أن النباتات لديها نُبيبات مماثلة لتلك التي شاهدها عند الحشرات كدودة القز. وقد لاحظ أنه عندما تم إزالة جزء من اللحاء على الجذع شبيه بالحقلة، لاحظ تورماً في الأنسجة فوق هذه الحلقة، وفسر هذا على أنه نموتم تحفيزه بالطعام نزل من الأوراق، والتقطه الجزء فوق الحلقة.

### مفصليات الأرجل
تُشكِّل مفصليات الأرجل القسم الأكبر في المملكة الحيوانية وذلك بأكثر من مليون نوع من اللافقاريات المعروفة.
تمتلك الحشرات أجساماً مجزّأة يدعمها غلاف خارجي متمفصل بشكل صلب، ويشكّل الكيتين معظم الهيكل الخارجي. تنتظم قطع الجسم على شكل ثلاثة أجزاء متمايزة، الرأس والصدر والبطن. يحمل الرأس في الحالة النموذجية قرني استشعار وزوجاً من العيون المركبة وعين إلى ثلاثة أعين بسيطة وثلاث مجموعات من الزوائد المعدّلة تشكّل أجزاء الفم. يتألف الصدر من ثلاث أزواج من الأرجل المجزأة إلى قطع، وتقابل كل رجلٍ قطعة من الصدر، ويشتمل الصدر أيضاً على زوج أوزوجين من الأجنحة. يتألف البطن من إحدى عشر قطعة، بعضها قد تندمج وتستضيف الأجهزة التنفسية والهضمية والطرح والتناسلي. هناك تنوع واسع بين الأنواع، والعديد من تلاؤمات أجزاء الجسم، خصوصاً الأجنحة والأرجل وقرون الاستشعار وأجزاء الفم.
تشكّل العناكب إحدى أصناف العنكبيات، وهي تمتلك أربع أزواج من الأرجل. يتألف جسم العناكب من جزأين، رأسي صدري وبطن. لا تمتلك العناكب أجنحةً ولا تمتلك قرون استشعار. تمتلك العناكب أجزاء فموية ترتبط غالباً بغدد السم، حيث تعتبر أغلب العناكب سامّة. وتمتلك العناكب زوجاً آخر من الزوائد التي تدعى لوامس قدمية، وهي ترتبط بالجزء الرأسي الصدري. تمتلك هذه اللوامس القدمية تجزأة مماثلة لما هوفي القدم وكذلك الوظيفة كأعضاء الشم والتذوق.

## فروع التشريح
- يمثّل التشريح السطحي فرعاً مهماً لدراسة المعالم التشريحية القابلة للرؤية بسهولة من الخطوط الخارجية للجسم.[5] وهو يمكّن الأطباء المعالجين أو الجراحين البيطريين من معايرة الوضعية وتشريح البنى العميقة المرتبطة بهذه المعالم. ومصطلح «السطحي» مصطلح توجيهي يشير إلى كون البنى تقع بالقرب من سطح الجسم.[51]
- أما التشريح المقارن فيرتبط بمقارنة البنى التشريحية (العيانية والمجهرية) في الأحياء المختلفة.[5]
- أما التشريح الفني فيرتبط بدراسة التشريح لأسباب فنية.

## تاريخ التشريح

### قديماً

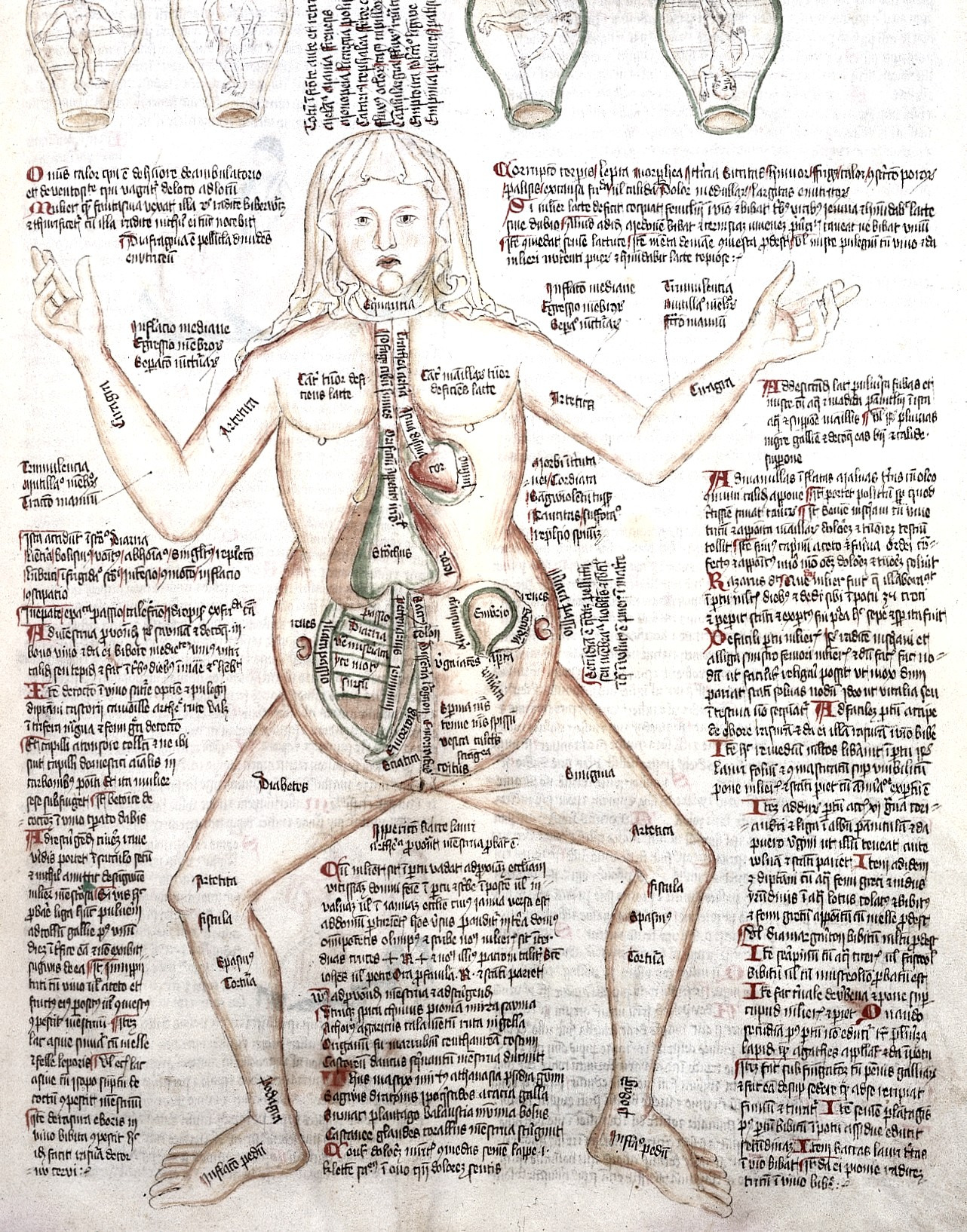
توثيق لموجودات تشريح امرأة حامل.

تم العثور على برديات مصرية قديمة، إحداها كانت بردية إدوين سميث التي تعود إلى 1600 قبل الميلاد، وهي نص طبي يصف القلب وأوعيته والكبد والكلى والطحال والرحم والمثانة، كذلك بردية إبيرس التي تعود إلى 1550 قبل الميلاد والتي وصفت على أنها «أطروحة عن القلب»، وقد وصفت هذه البردية الأوعية التي تحمل السوائل من وإلى مختلف أعضاء الجسم.
مرّت علوم التشريح والفيزيولوجيا الإغريقية بتغيرات كبيرة، وتقدّمت بشكل ملحوظ في بدايات العصور الوسطى. توسّعت هذه الممارسات الطبية بازدياد فهم بنى الجسم ووظائف أعضائه. سُجِّلت حينها الملاحظات التشريحية العيانية، وقد ساهمت هذه الملاحظات في فهم الجهاز العصبي والدماغ على وجه الخصوص، بالإضافة إلى إعضاء العين والكبد والأعضاء التناسلية.
تطوّر علما التشريح والفيزيولوجيا الإغريقيين في الإسكندرية بشكل لافت، إذ احتوت مدينة الإسكندرية على أكبر مكتبة للمخطوطات والكتب الطبية وكتب الفنون، بالإضافة إلى أن الكثير من المزاولين لمهنة الطب والفلاسفة سكنوا الإسكندرية. وقد نافست الإسكندرية آنذاك بقية الولايات الإغريقية في الإنجازات الثقافية والعلمية، وقد ساعد على هذا الرعاية التي تلقتها العلوم والفنون فيها من حكام بطليموس.
ظهرت مبكراً أبرز القفزات في علمي التشريح والفيزيولوجيا في الإسكندرية الهيلانية. اثنان من أهم علماء التشريح والفيزيولوجيا الإغريقيين في القرن الثالث قبل الميلاد كانا هيروفيلوس وإيراسيستراتوس، وقد ساهم هذا الطبيبان في تشريح الجثث البشرية لغاية البحث الطبي، كما قاموا بعمليات التشريح على جثث المجرمين المُدانين، على الرغم من اعتبارها محرَّماً حتى عصر النهضة، وقد أقرّ هيروفيلوس بأنه أول من قام بعمليات تشريح منهجيّة. وقد عُرِف هيروفيلوس بأعمالها التشريحية مما خلّد اسمه في إسهامات واسعة في فروع عديدة من علم التشريح، وجوانب طبية أخرى. وقد اشتملت أعمال هيروفيلوس على تصنيف نظام النبضة القلبية، واكتشاف أن جدران الشرايين أكثر سمكاً من الأوردة، بالإضافة إلى اعتبار الأذينات جزء من القلب. وفّرت معرفة هيروفيلوس مدخلاتٍ حيوية لفهم الجهاز العصبي وخصوصاً الدماغ، والعين والكبد والأعضاء التناسلية، وتوصيف مسار المرض. وصف إيراسيستراتوس بنية الدماغ، بما في ذلك أجوافه وأغشيته، وميّز بين المخ والمخيخ. اهتم إيراسيستراتوس أثناء دراسته بشكل خاص بدراسة جهاز الدوران والجهاز العصبي. وكان إيراسيستراتوس قادراً على التمييز بين الأعصاب الحسية والحركية في الجسم البشري، واعتقد بأن الهواء يدخل الرئتين والقلب، والذي بدوره يحمله إلى سائر أنحاء الجسم. ميّز إيراسيستراتوس كذلك بين الشرايين والأوردة، حيث تحمل الشرايين الهواء عبر الجسم، فيما تحمل الأوردة الدم من القلب، وقد اِعتُبر هذا التمييز اكتشافاً تشريحياً هامّاً. وقد وصف وسمّى لسان المزمار، وصمامات القلب ومنها الصمام ثلاثي الشُرَف. وخلال القرن الثالث قبل الميلاد، كان الأطباء الإغريقيين قادرين على التمييز بين الأعصاب والأوعية الدموية والأوتار ويعرفون أن الأعصاب تحمل نبضات عصبية. وقد قال هيروفيلوس أن أذيّة الأعصاب المحركة تؤدي إلى الشلل. وقام هيروفيلوس كذلك بتسمية السحايا والبطينات في الدماغ، ولاحظ الانقسام بين بنيتي المخ والمخيخ، وقال بأن الدماغ هو«مقر التفكير» لا «حجرة التبريد» كما كان قال أرسطو. كما يعود الفضل إلى هيروفيلوس في وصف الأعصاب تحت اللساني والدهليزي والوجهي ومثلث التوائم.

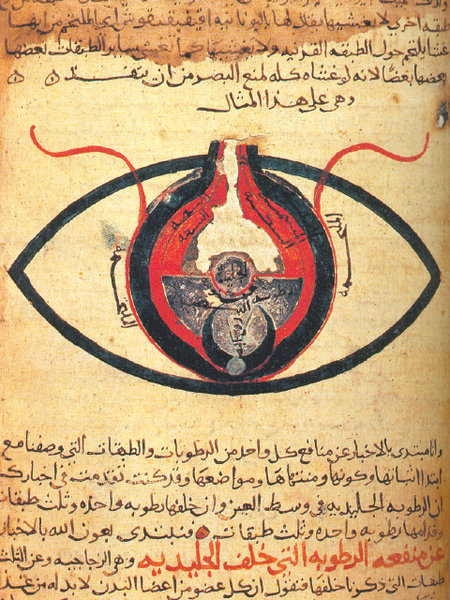
تشريح العين لأول مرة في التاريخ من قبل حنين بن إسحاق في القرن التاسع

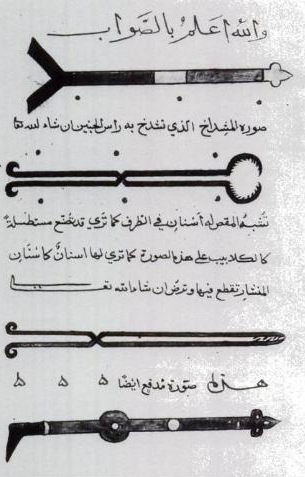
إختراع أدوات الجراحة لأول مرة في التاريخ من طرف الزهراوي في القرن الحادي عشر

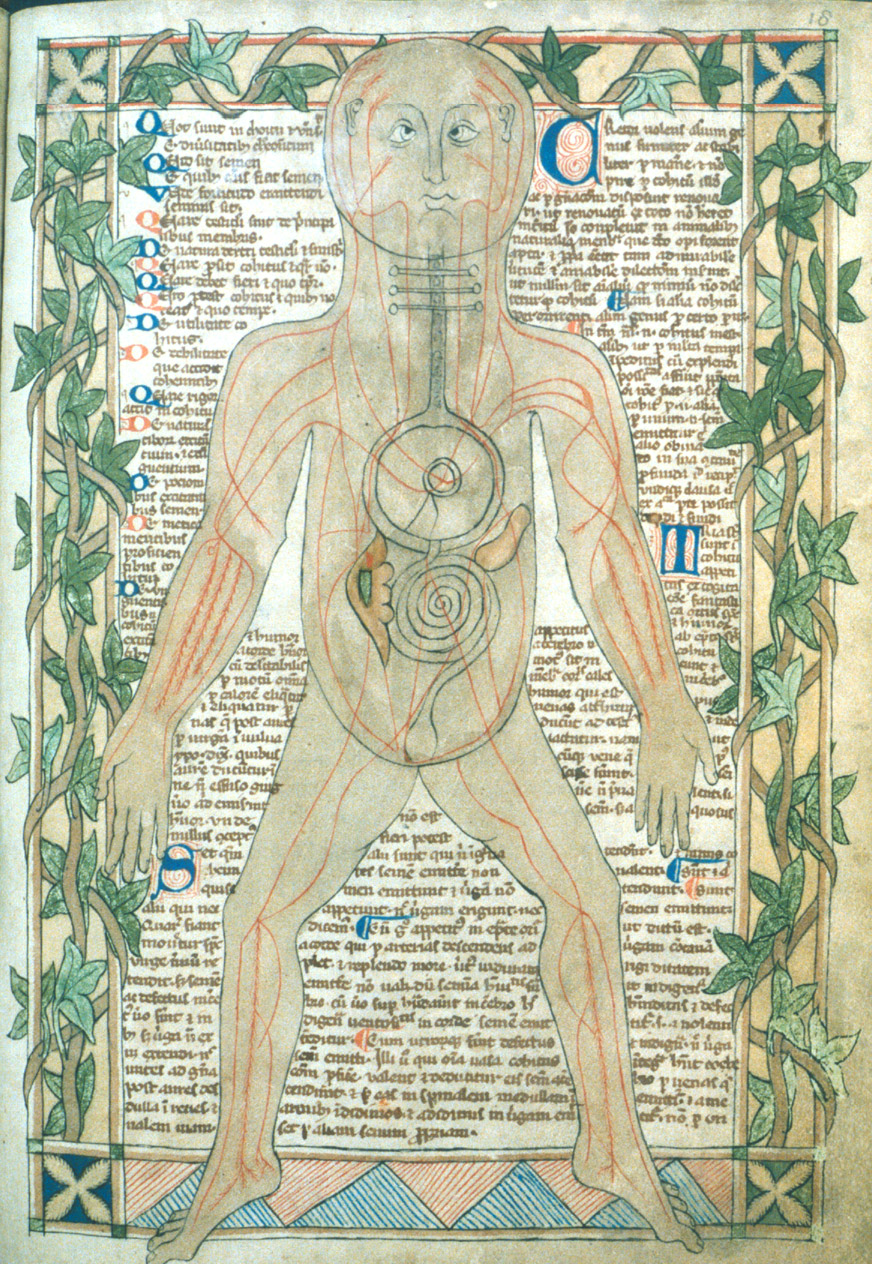
رسم تشريحي يعود إلى القرن الثالث عشر

أُنجزت كذلك الكثير من الاكتشافات على مستوى الجهازين التناسلي والهضمي، خلال القرن الثالث قبل الميلاد. حيث اكتشف هيرفليوس ووصف الغدد اللعابية والأمعاء الدقيقة والكبد. وقد قال بأن الرحم عضومجوّف ووصف المبايض والأنابيب الرحمية. وقال بأن الحيوانات المنوية تُنتج في الخصية، وكان أول من ميّز غدة البروستات.

تم وصف تشريح العضلات والهيكل في كوربوس أبقراط، وهو عمل طبي إغريقي قديم، مؤلفوه مجهولون. وصف أرسطو تشريح الفقاريات اعتماداً على جثث الحيوانات. حدد براكساجوراس الفرق بين الشرايين والأوردة كذلك. في القرن الرابع قبل الميلاد، خرج هيروفيلوس وإيراسيستراتوس بأوصاف تشريحية أكثر دقة اعتماداً على تشريح المجرمين المُدانين خلال عهد أسرة البطالمة.

في القرن الثاني، اشتهر جالينوس ككاتب وفيلسوف ومشرّح وطبيب، وقد قدّم آخر الأطروحات التشريحية وأكثرها تأثيراً في العصور القديمة. فقد جمع فيها المعارف التشريحية الموجودة آنذاك، ودرس التشريح اعتماداً على جثث الحيوانات. وكان جالينوس أحد أوائل الفيزيولوجيين التجريبيين، وذلك من خلال تشريح الأحياء الذي أجراه على الحيوانات. وأصبحت رسومات جالينوس، التي تستند معظمها إلى تشريح الكلب، كتابَ التشريح الوحيد لألف سنة لاحقة. وقد عرف أطباء عصر النهضة أعمال جالينوس من خلال طب العصر الذهبي الإسلامي، إلى أن تمت ترجمة أعمال جالينوس من الإغريقية مباشرة في القرن الخامس عشر.

### العصور الوسطى

من كتاب "علم التشريح" أو"Anathomia" لموندينودي لوتزي، عام 1541

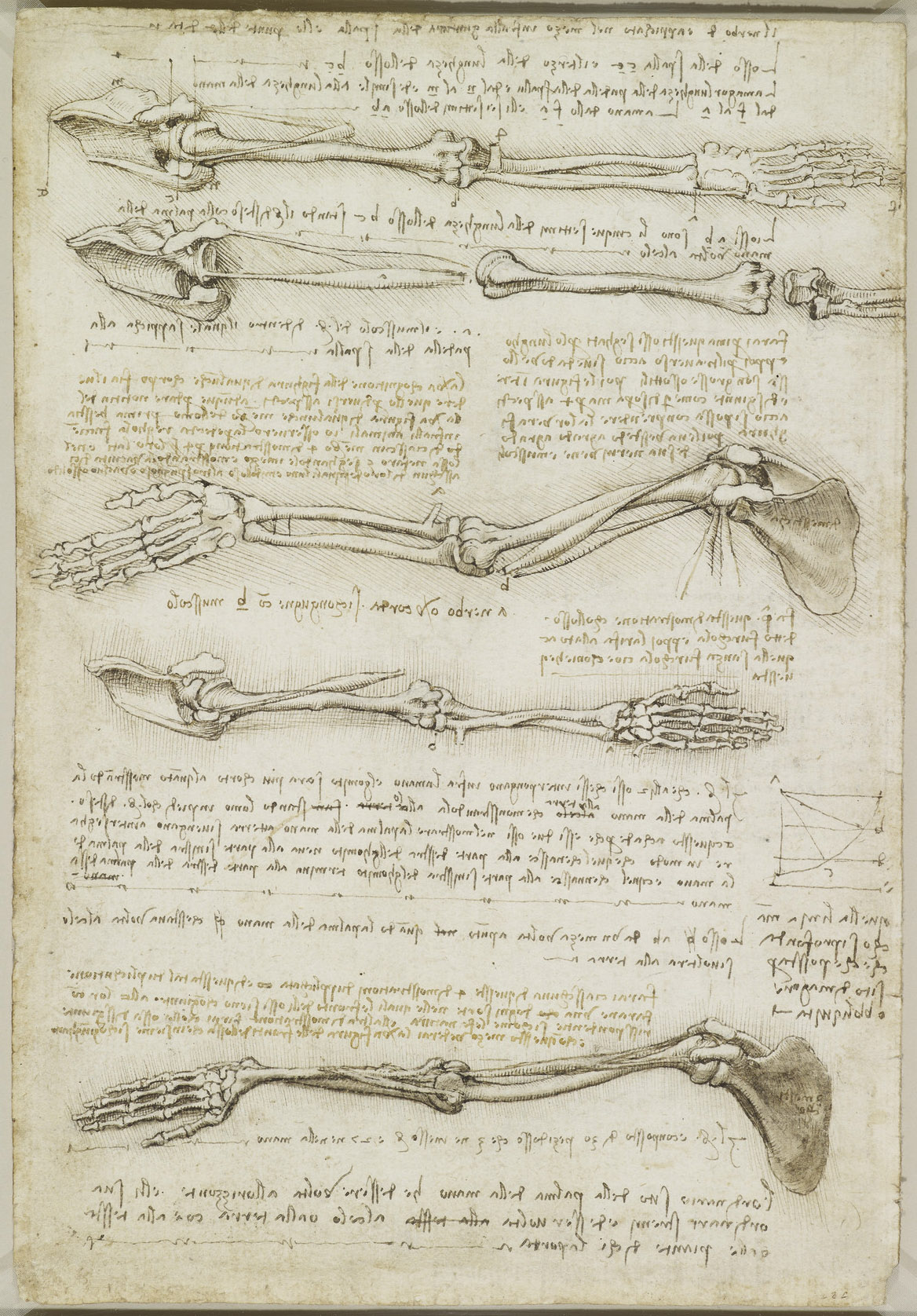
دراسة تشريحية للذراع لليوناردودافينشي، حوال عام 1510

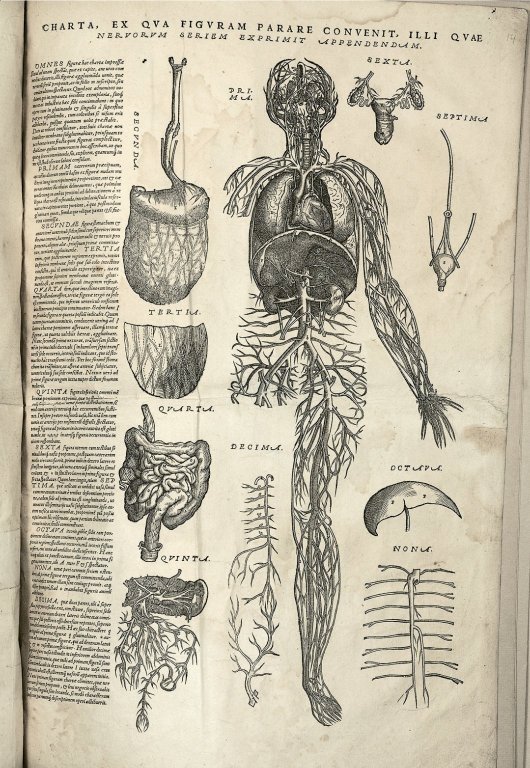
مخطط تشريحي يعود لـ"خلاصة" فيزاليوس، عام 1543

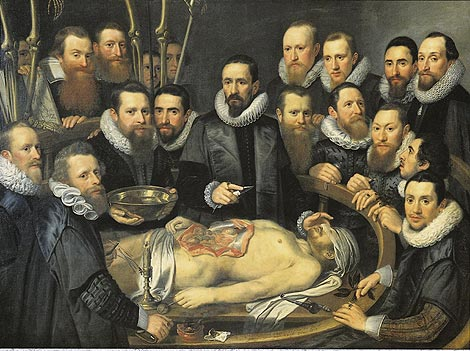
درس تشريح للدكتور ويليم فان دير مير، عام 1617، رسم لميشيل جانز فان ميريفيلت

تطور التشريح قليلاً بدءاً من العصور الكلاسيكية حتى القرن السادس عشر، كما كتب المؤرخ ماري بواس حول هذا الموضوع قائلاً: 
:120–121 بين عامي 1275 و1326، نفّذ المشرحون موندينودي لوتزي وأليساندروأتشيليني وأنطونيوبينفيني في بولونيا أول عملية تشريح بشري منهجية منذ العصور القديمة. مثّل فيما بعد كتاب موندينوفي التشريح أول كتابٍ مدرسيّ في إعادة اكتشاف التشريح البشري في عصر النهضة، حيث وصف الكتاب الجسم البشري وفق الترتيب الآتي: البطن أولاً ثم الصدر ومن ثم الرأس والأطراف، مثّل هذا الكتاب كتاب التشريح المرجعيّ لقرن من الزمان.
تدرب ليوناردودافينشي (1452-1519) في التشريح على يد الرسام أندريا دل فروكيو. واستفاد من معرفته التشريحية في أعماله الفنية، وقد رسم العديد من الرسومات التي صوّر فيها البنى الهيكلية والعضلات وأعضاء البشر وفقاريات أخرى قام بتشريحها.
يعتبر أندرياس فيزاليوس (اللاتينية: Andries van Wezel)(1514-1564) وهوأستاذ التشريح في جامعة بادوفا، يُعتبر مؤسس علم التشريح البشري الحديث. نشر فيزاليوس كتابه المؤثر في التشريح في دوقية برابنت، وهوكتاب «بنية الجسم البشري» (اللاتينية: De humanicorporisfabrica) في سبعة مجلدات، عام 1543. وقد رسم الرسوم التوضيحية المفصّلة والدقيقة في الكتاب الفنان جان فان كالكار أحد تلامذة تيتيان.

### التاريخ الحديث
في نهاية القرن الثامن عشر، بدأ إنشاء كليات الطب في الولايات المتحدة. صفوف التشريح تطلّبت وجود جثث مستمر، وهذا الأمر كان صعباً آنذاك. اشتهترت مدن فيلادلفيا وبالتيمور ونيويورك بحالات سرقة الجثث، حيث كان المجرمون يداهمون المقابر ليلاً ويسرقون الجثث المدفونة حديثاً من توابيتهم. ظهرت مشكلة مشابهة في بريطانيا، حيث ظهر طلب كبير على الجثث، ومورست عمليات سرقة للجثث من المقابر، بل وحتى عمليات قتل بغية الحصول على جثث. وقد وصل الأمر إلى حد نصب أبراج للمراقبة في بعض المقابر من أجل حمايتها، توقفت فيما بعد هذه الممارسة بعد أن تم سن قانون التشريح عام 1832، بينما في الولايات المتحدة تم سن تشريع مماثل بعد تجريم الطبيب ويليام إس فوربس الذي ينتمي لكلية جيفرسون الطبية عام 1882، تم تجريمه بتهمة «التواطؤ» مع نابشي قبور بنبش قبور في مدفن لبنان.

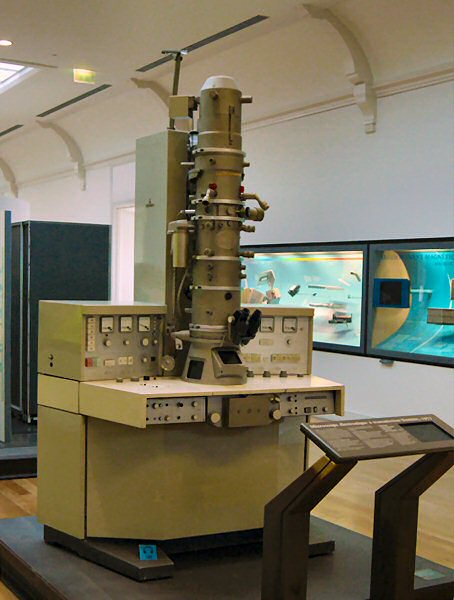
An electron microscope from 1973

انتقل تعليم التشريح إلى مرحلة جديدة على يد الأستاذ الملكي في بريطانيا السير جون ستروثيرز، وقد كان أستاذاً ملكياً في جامعة أبردين منذ 1863حتى 1889. وقد وضع السير جون نظام تعليم ثلاث سنوات «قبل سريرية»، تكون أكاديمية وتتضمن العلوم الطبية الأساسية بما فيها التشريح. واستمر هذا النظام حتى إعادة تشكيل التدريب الطبي في 1993 و2003. وأثناء تدريسه، جمع السير جون العديد من الهياكل العظمية لفقاريات عديدة في متحفه للتشريح المقارن، ونشر أكثر من سبعين ورقة بحثية، وأصبح مشهوراً كذلك لتشريحه حوت تاي الشهير. ومنذ 1822 نظّمت الكلية الملكية للجراحين تعليم التشريح في المدارس الطبية. وقد أتاجت المتاحف الطبية نماذج في التشريح المقارن، وكانت هذه النماذج تستخدم في التعليم. بحث أجناتس سميلفيس حمى النفاس، واكتشف سبب حدوثها، وقد لاحظ أن حالات الحمى المميتة تحدث بوتيرة أكبر عند الأمهات اللواتي تم فحصهن من قبل طلاب طب أكثر من القابلات. كان الطلاب يخرجون من المشرحة، ويتوجهون إلى جناح الولادات في المستشفى. أظهر بحث سميلفيس، أنه يمكن تقليل انتشار حالات حمى النفاس عبر غسل المتمرنين لأيديهم بالجير (أوكسيد الكالسيوم) المكلور قبل كل فحص سريري.
قبل الإجراءات الطبية الحديثة، كانت الوسائل الرئيسية لدراسة بنى الجسم الداخلية الجس والتشريح. مثّل ظهور المجهر بوابة لفهم وحدات بناء الأنسجة الحية. وازدادت قوة الكاشفة للمجهر بتقدم التقنيات تطوير العدسات اللالونية، وحوالي عام 1839 أكد ماتياس شلايدن وثيودور شوان أن الخلايا تمثل الوحدة الأساسية لتنظيم الكائنات الحية. تضمنت دراسة البنى الصغيرة تمرير الضوء عبرها، وتم اختراع المقطاع (المشراح) لتوفير عينات صغيرة لدراسة الأنسجة الحية باستخدام المجاهر. تم تلطيخ هذه العينات باستخدام أصبغة اصطناعية للتمييز بين الأنسجة، ومن هنا بدأت علوم الأنسجة والأحياء الخلوية (البيولوجيا الخلوية) بالتطور أواخر القرن التاسع عشر. فيما بعد، مثّل اختراع المجهر الإلكتروني قفزةً كبيرة في القوة الكاشفة في المجاهر، وسمح في البحث في «فوق بنية» الخلايا والعضيات والبنى الأخرى فيها. في الوقت ذاته، في خمسينيات القرن العشرين، فتح استخدام تقنية حيود الأشعة السينية في دراسة البنى البلورية للبروتينات والحموض النووية والجزيئات الحيوية الأخرى، فتح مجالاً واسعاً أمام التشريح الجزيئي.
أمكن تمرير أشعة كهرطيسية ذات طول موجي قصير كالأشعة السينية من خلال الجسم، واستخدامها في التصوير الشعاعي الطبي لعرض البنى الداخلية للجسم، وذلك اعتماداً على امتلاكها لدرجات مختلفة من الامتصاصية الضوئية. في هذه الأيام، تستخدم تقنيات حديثة كالتصوير بالرنين المغناطيسي والتصوير المقطعي المحوسب والكشف الفلوري والتصوير بالموجات فوق الصوتية، وقد مكنت هذه التقنيات الباحثين والممارسين من فحص الأعضاء، الحية أوالميتة، وحتى التفاصيل الدقيقة، وتستخدم هذه التقنيات بغرض التشخيص والعلاج وهي توفر معلوماتٍ عن البنى والأعضاء الداخلية للجسم، إلى درجة ما كان من الممكن حتى تخيلها من الأجيال السابقة.

## وصلات خارجية
- أطلس الدماغ الرئيسي عالي الدقة
- الأطلس التشريحي الحر (المجاني) على النت
- NPAC النافذة المرئية للجسم البشري
- المعجم الطبي على الانترنت
- تشريح الجسم البشري لغراي
- مصادر التشريح الإشعاعي على النت
- Anatomy Atlases - المكتبة الرقمية لمعلومات التشريح